# Ирано-ливийские отношения
Ирано-ливийские отношения — двусторонние дипломатические отношения между Ираном и Ливией. С течением времени экономические, военные и культурные отношения между этими странами менялись. Связи между двумя народами насчитывают тысячи лет: истоки Персидской империи начинаются с современного государства Иран, а современное ливийское государство когда-то было неотъемлемой частью Римской империи.

## История

### Правительство Пехлеви
Современные ирано-ливийские отношения начались в 1960-х годах, когда в Ливии правил король Идрис, а в Иране — шах Мохаммед Реза Пехлеви. Напряжённость между двумя странами началась после прихода в Ливии к власти Муаммара Каддафи. Каддафи вместе с другими арабскими лидерами обвинил шаха в предательстве интересов своих арабских соседей и поддержке Израиля.

### До ливийской революции
Иранская революция 1979 года привела к свержению шаха и улучшению ирано-ливийских отношений. Поворотный момент в отношениях между Ираном и Ливией наступил во время ирано-иракской войны, когда Ливия пришла на помощь Ирану, несмотря на давление Запада с целью сохранить Иран в изоляции. Во время войны Ливия и Сирия были единственными ближневосточными союзниками Ирана.
Иранско-ливийское сотрудничество в 1990-х годах привело к строительству заводов, дорог и больниц как в Ливии, так и в Иране. Тогда Муаммар Каддафи направился с визитом к президенту Ирана Али Акбара Хашеми Рафсанджани и верховному лидеру Ирана Али Хаменеи. В Совете Безопасности ООН Каддафи подтвердил ядерную программу Ирана и выступил против западных санкций против Исламской Республики. Однако отношения между двумя странами снова обострились после похищения и вероятного убийства в Ливии влиятельного лидера шиитов Мусы аль-Садра.

### После ливийской революции
Иран поддержал восстание 2011 года против правительства Ливии, назвав его «исламским пробуждением» и осудив правительственные репрессии. Позже посол Ливии в Иране ушёл в отставку из-за протестов арабской весны в его родной стране. После свержения Каддафи Иран признал новое переходное правительство Ливии.